# ستيفن بروغان
ستيفن بروغان (بالإنجليزية: Stephen Brogan)‏ هو لاعب كرة قدم بريطاني، ولد في 12 أبريل 1988 في روثرهام ‏ في المملكة المتحدة. شارك مع منتخب إنجلترا لكرة القدم C ‏. أما مع النوادي، فقد لعب مع فوريست غرين ونادي روذرهام يونايتد ونادي ساوثبورت ونادي ستاليبريدج سيلتيك.

## وصلات خارجية
- ستيفن بروغان على موقع قاعدة بيانات كرة القدم.إي يو (الإنجليزية)
- ستيفن بروغان على موقع Soccerbase.com (لاعب) (الإنجليزية)
- ستيفن بروغان على موقع Soccerway.com (الإنجليزية)